# Ascension to the Throne: Wojna o koronę
Ascension to the Throne: Wojna o Koronę (ros. Восхождение на трон) – strategiczna gra turowa z elementami RPG, osadzona w konwencji fantasy. Wyprodukowana została przez ukraińskie studio DVS i wydana przez 1C 26 stycznia 2007. W polskiej wersji językowej ukazała się 3 sierpnia 2007. 29 sierpnia 2008 wydany został samodzielny dodatek do gry – Valkyrie: Ascension to the Throne (ros. Валькирия: Восхождение на трон).

## Tło fabularne
Wiele wieków temu, Airath było silnym i potężnym państwem, rządzonym przez sprawiedliwych władców. Kres tych czasów nadszedł niespodziewanie, gdy pewnego dnia wrogowie Airath zaatakowali i zdobyli królewski zamek. Wyeliminowali cały jego garnizon oraz wszystkich członków rodziny królewskiej. Główny bohater gry, młody książę Aleksander, ocalał dzięki zaklęciu rzuconemu przez nadwornego maga. Czarodziej przetransportował go na nieznany, oddalony o wiele mi ląd. Teraz książę musi wyzwolić swój lud i wymierzyć sprawiedliwość.
Główny bohater gry zostaje zdradzony przez nadwornego czarnoksiężnika i przeniesiony na oddaloną o wiele mil wyspę Oganthar. Musi od podstaw zbudować swoją armię, przemierzać nieznane tereny oraz toczyć bitwy z napotkanymi wrogami. Musi również pozyskać nowych sprzymierzeńców i odbudować swoją reputację. Jego celem staje się pokonanie buntowników.

## Rozgrywka
Gracz wciela się w rolę Aleksandra, ostatniego prawowitego spadkobierca tronu Airath. Musi od podstaw stworzyć silną armię, eksplorować nieznane mu tereny oraz przeciwstawiać się wszystkim napotkanym wrogom, jak również pozyskiwać sprzymierzeńców. Rozgrywka podzielona jest na dwa aspekty. Z jednej strony, gracz ma możliwość swobodnej eksploracji terenu i interakcji ze światem drugiej zaś, musi on walczyć z wrogimi jednostkami w celu odblokowania niedostępnych wcześniej obszarów mapy. Gra nie narzuca określonej ścieżki rozwoju. Uczestnik gry samodzielnie wybiera kolejność misji, kierunek eksploracji oraz taktykę prowadzenia walki.

### Statystyki
Wszystkie jednostki w grze posiadają unikalny zestaw cech, który determinuje ich sprawność w walce. Walcząc, gracz zdobywa punkty doświadczenia, które po przekroczeniu odpowiedniej wartości automatycznie powodują awans bohatera na kolejny poziom. Zdobywając kolejne poziomy, gracz ma możliwość zwiększenia wybranych cech bohatera takich jak: zdrowie, obrażenia, moc magiczna, odporność na magię. Pozostałe cechy regulowane są za sprawą odpowiedniego wyposażenia.

### Ekwipunek
W menu ekwipunku widoczne są statystyki bohatera, posiadanie przedmioty oraz aktualne wyposażenie jednostki. Z tego poziomu gracz ma możliwość decydowania o zwiększaniu statystyk bohatera, jak i wyposażania go w przedmioty. Bohater może zostać wyposażony w dwa pierścienie, amulet, posiada też wolne miejsce na uzbrojenie będące połączeniem pancerza i miecza. Nowe przedmioty w ekwipunku nabywane są na drodze handlu z bohaterami niezależnymi. Kowal odpowiedzialny jest za wytwarzanie uzbrojenia. Kupiec zajmuje się sprzedażą biżuterii i amuletów.

### Księga zaklęć
Zaklęcia zdobywane są na drodze interakcji z czarodziejami. Zaklęcia podzielone są na cztery szkoły odpowiadające czterem żywiołom: ogień, woda, ziemia i powietrze. Podstawowym atrybutem wymaganym do nauki czarów jest inteligencja.

### Walka
Bohater nabywa jednostki bojowe w koszarach wchodząc w interakcji z NPC. W niektórych przypadkach dołączenie do armii zewnętrznych jednostek uwarunkowane jest fabularnie. Podczas eksploracji świata, gracz ma możliwość napotkania jednostek, które wyrażą chęć przyłączenia się do jego armii, w tej sytuacji decyzja pozostaje po stronie gracza.
Niektóre walki w grze rozpoczynają się automatycznie, zgodnie z fabułą gry. W większości wypadków, wrogie jednostki krążą po określonym terenie. Walka rozpoczyna się w chwili gdy gracz wejdzie w zasięg rażenia wrogiego oddziału, symbolizowany przez okrąg otaczający oddział.
Walka w grze opiera się na systemie turowym, w którym kolejność jednostek uwarunkowana jest odpowiednią statystyką. Gracz sprawuje kontrolę nad wszystkimi posiadanymi jednostkami. Każda jednostka na polu bitwy posiada swoje wizualne odzwierciedlenie. W bitwie mogą wziąć udział maksymalnie 22 oddziały, składające się z maksymalnie 16 jednostek.
Podczas walki gracz wybiera rodzaj ataku oraz konkretne jednostki wroga, które atak ma dosięgnąć. Istnieje również możliwość wykonania ruchu w obrębie pola bitwy oraz pominięcia kolejki jednostki.

## Odbiór
Gra otrzymała przeciętne oceny krytyków. Stiepan Czeczulin i Konstantin Fomin zwrócili uwagę na małą różnorodność rozwiązań taktycznych podczas walk, które niemal zawsze są wygrywane przez drużynę atakującą jako pierwsza. Same walki recenzenci ocenki jako „widowiskowe”, dzięki uczestnictwie w nich wszystkich jednostek. Czeczulin pozytywnie ocenił wprowadzenie elementów RPG, jednak stwierdził, że brakuje im „głębi”. Recenzent Andriej Kalinin z Igromanii skrytykował oprawę graficzną gry – proste tekstury i niski poziom szczegółów. Aleksiej Łariczkin z pisma „PC Igry” określił grę jako niedopracowaną, polecając ją tylko „nudzącym się fanom serii King’s Bounty”.